# 레슬매니아 위민스 배틀 로열

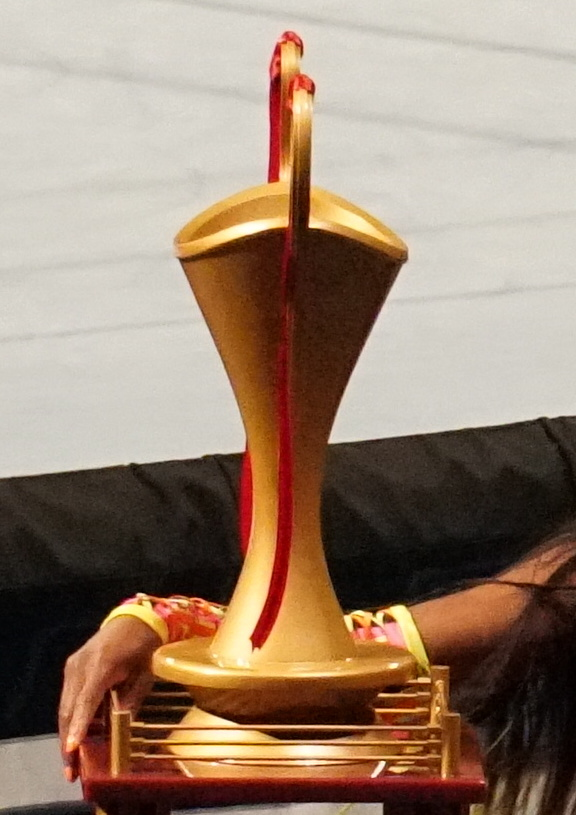

레슬매니아 위민스 배틀 로얄(WrestleMania Women's Battle Royal)은 WWE가 2018년부터 레슬매니아에서 시행하는 여성 배틀 로얄 경기로 규칙은 앙드레 더 자이언트 기념 배틀 로얄의 여성버젼이다.

## 역대 우승자
| 날짜            | 개최한 곳      | 경기장                 | 이벤트        | 우승자 |
| --------------- | -------------- | ---------------------- | ------------- | ------ |
| 2018년 4월 8일  | 뉴올리언스     | 메르세데스-벤츠 슈퍼돔 | 레슬마니아 34 | 나오미 |
| 2019년 4월 ㅂ일 | 이스트러더퍼드 | 메트라이프 스타디움    | 레슬마니아 35 | 카멜라 |